# Nederland op het Eurovisiesongfestival 2000
Nederland nam deel aan het Eurovisiesongfestival 2000 in Stockholm. Het was de 42ste deelname van het land aan het Eurovisiesongfestival. De NOS was verantwoordelijk voor de Nederlandse bijdrage.

## Selectieprocedure
Het Nationaal Songfestival werd op 27 februari 2000 gehouden in Ahoy' in Rotterdam en gepresenteerd door Paul de Leeuw.
Acht artiesten deden mee. De winnaar werd gekozen door 12 provinciale jury's en televoting.
| Volgorde | Artiest           | Lied              | Punten | Plaats |
| -------- | ----------------- | ----------------- | ------ | ------ |
| 1        | Sandy Kandau      | One step closer   | 59     | 6      |
| 2        | Gina de Wit       | Hjir is it begjin | 76     | 5      |
| 3        | Sunny             | Wawakilele        | 85     | 4      |
| 4        | Splash            | Close harmony     | 118    | 2      |
| 5        | Linda Wagenmakers | No goodbyes       | 252    | 1      |
| 6        | Arno Kolenbrander | One step behind   | 115    | 3      |
| 7        | Alderliefste      | Evenwicht         | 42     | 7      |
| 8        | Dewi              | Hit it off        | 18     | 8      |

| Lied              | Limburg | Flevoland | Noord-Holland | Zuid-Holland | Zeeland | Noord-Brabant | Gelderland | Drenthe | Utrecht | Friesland | Groningen | Overijssel | Televoting | Totaal |
| ----------------- | ------- | --------- | ------------- | ------------ | ------- | ------------- | ---------- | ------- | ------- | --------- | --------- | ---------- | ---------- | ------ |
| One step closer   | 4       | 3         | 5             | 3            | 1       | 5             | 4          | 5       | 7       | 2         | 3         | 5          | 12         | 59     |
| Hjir is it begjin | 1       | 1         | 3             | 2            | 7       | 3             | 2          | 1       | 2       | 10        | 2         | 4          | 38         | 76     |
| Wawakilele        | 5       | 2         | 7             | 5            | 2       | 7             | 1          | 3       | 5       | 4         | 4         | 1          | 39         | 85     |
| Close harmony     | 7       | 7         | 4             | 10           | 10      | 4             | 10         | 7       | 4       | 5         | 5         | 7          | 38         | 118    |
| No goodbyes       | 10      | 10        | 10            | 7            | 5       | 10            | 7          | 10      | 10      | 7         | 10        | 10         | 146        | 252    |
| One step behind   | 3       | 5         | 1             | 4            | 4       | 0             | 5          | 2       | 1       | 0         | 7         | 3          | 80         | 115    |
| Evenwicht         | 2       | 4         | 2             | 1            | 3       | 2             | 3          | 4       | 0       | 3         | 1         | 2          | 15         | 42     |
| Hit it off        | 0       | 0         | 0             | 0            | 0       | 1             | 0          | 0       | 3       | 1         | 0         | 0          | 13         | 18     |

## In Stockholm
Nederland moest tijdens het Eurovisiesongfestival als tweede aantreden, na Israël en voor het Verenigd Koninkrijk. Op het einde van de puntentelling bleek dat Linda Wagenmakers op de dertiende plaats was geëindigd met een totaal van 40 punten. België had 8 punten over voor de Nederlandse inzending.
Zelf kon Nederland geen gebruik maken van de televoting. De NOS besliste tijdens het songfestival om de uitzending af te breken omwille van de vuurwerkramp in Enschede. In plaats van de stemmen van het publiek werden namens Nederland de punten van de back-up jury gebruikt.

### Gekregen punten
| 12 punten        | 10 punten | 8 punten          | 7 punten              | 6 punten                        |
| ---------------- | --------- | ----------------- | --------------------- | ------------------------------- |
|                  |           | - België - Israël |                       |                                 |
| 5 punten         | 4 punten  | 3 punten          | 2 punten              | 1 punt                          |
| - Cyprus - Malta | - Spanje  | - Turkije         | - Frankrijk - Kroatië | - Duitsland - Ierland - IJsland |

### Punten gegeven door Nederland
Punten gegeven in de finale:
| 12 punten | Turkije     |
| 10 punten | Denemarken  |
| 8 punten  | Duitsland   |
| 7 punten  | Estland     |
| 6 punten  | Zwitserland |
| 5 punten  | Finland     |
| 4 punten  | Letland     |
| 3 punten  | Ierland     |
| 2 punten  | Frankrijk   |
| 1 punt    | Malta       |

1956 · 1957 · 1958 · 1959 · 1960 · 1961 · 1962 · 1963 · 1964 · 1965 · 1966 · 1967 · 1968 · 1969 · 1970 · 1971 · 1972 · 1973 · 1974 · 1975 · 1976 · 1977 · 1978 · 1979 · 1980 · 1981 · 1982 · 1983 · 1984 · 1985 · 1986 · 1987 · 1988 · 1989 · 1990 · 1991 · 1992 · 1993 · 1994 · 1995 · 1996 · 1997 · 1998 · 1999 · 2000 · 2001 · 2002 · 2003 · 2004 · 2005 · 2006 · 2007 · 2008 · 2009 · 2010 · 2011 · 2012 · 2013 · 2014 · 2015 · 2016 · 2017 · 2018 · 2019 · 2020 · 2021 · 2022 · 2023 · 2024 · 2025